# Castagnole Monferrato
Castagnole Monferrato ist eine italienische Gemeinde (comune) in der Provinz Asti, Region Piemont.

## Geographie
Castagnole Monferrato liegt in Luftlinie etwa 10 km nordöstlich der Provinzhauptstadt Asti auf 232 m s.l.m. in der Hügellandschaft des Monferrato. Zum 17 km² großen Gemeindegebiet gehören auch die Fraktionen Barcara, Valenzani, Valvinera und Versó. Die Gemeinde hat 1101 Einwohner (Stand 31. Dezember 2023).
Die Nachbargemeinden sind Asti, Calliano Monferrato, Grana Monferrato, Montemagno, Portacomaro, Refrancore und Scurzolengo.

## Kulinarische Spezialitäten
Die Gemeinde gibt dem sehr seltenen Rotwein Ruchè di Castagnole Monferrato seinen Namen. In Castagnole Monferrato werden auch Reben der Sorte Barbera für den Barbera d’Asti, einen Rotwein mit DOCG Status angebaut.